# Brave New World (álbum de Iron Maiden)
Brave New World es el duodécimo álbum de estudio de la banda de heavy metal Iron Maiden lanzado el 29 de mayo del 2000. Marcó la vuelta al grupo del cantante Bruce Dickinson y del guitarrista Adrian Smith lo cual generó mucha expectación e interés por la nueva etapa de la banda.
Representa el primer álbum de estudio de la banda en el que tocan tres guitarristas. La canción "Brave New World" y la carátula del álbum están inspiradas en la novela de Aldous Huxley Brave New World (en español, Un mundo feliz) que trata sobre un mundo futurista distópico.
Las canciones "The Wicker Man" y "Out of the Silent Planet" fueron lanzadas como sencillos, y el álbum llegó a convertirse en todo un éxito. Además, en Estados Unidos también recibió una crítica excelente.

## Lista de canciones
| N.º   | Título                                | Escritor(es)                | Duración |  |
| 1.    | «The Wicker Man»                      | Smith / Harris / Dickinson  | 4:35     |  |
| 2.    | «Ghost of the Navigator»              | Gers / Dickinson / Harris   | 6:50     |  |
| 3.    | «Brave New World»                     | Murray / Dickinson / Harris | 6:18     |  |
| 4.    | «Blood Brothers»                      | Harris                      | 7:14     |  |
| 5.    | «The Mercenary»                       | Gers / Harris               | 4:42     |  |
| 6.    | «Dream of Mirrors»                    | Gers / Harris               | 9:21     |  |
| 7.    | «The Fallen Angel»                    | Smith / Harris              | 4:00     |  |
| 8.    | «The Nomad»                           | Murray / Harris             | 9:05     |  |
| 9.    | «Out of the Silent Planet»            | Gers / Dickinson / Harris   | 6:25     |  |
| 10.   | «The Thin Line Between Love and Hate» | Murray / Harris             | 8:27     |  |
| 66:57 |                                       |                             |          |  |

## Integrantes
- Steve Harris - bajista
- Bruce Dickinson - vocalista
- Dave Murray - guitarrista
- Adrian Smith - guitarrista
- Janick Gers - guitarrista
- Nicko McBrain - baterista

## Equipo de producción
- Productores: Steve Harris, Kevin Shirley.
- Ingenieros de Sonido: Denis Caribaux, Kevin Shirley.
- Mezcladores: Kevin Shirley.
- Dirección: George Marino.
- A&R: James Diener, John Kalodner.
- Asistentes: Nicholas Meyer, Rory Romano.